# Adler Péter
Adler Péter (Makó, 1910. június 25. – Debrecen, 1983. augusztus 3.) magyar fogorvos, egyetemi tanár, az orvostudományok doktora (1957). Nagybátyja Károlyi Mór (1865–1945) orvos, sztomatológus.

## Életpályája
Szülei Adler Artúr ügyvéd és Bauer Ilona (1885–1944) voltak. Anyai nagyszülei Bauer Ignác orvos és Czukkerman Regina voltak. 1920–1928 között a makói József Attila Gimnázium diákja volt. Általános orvosi oklevelét 1934-ben Bécsben szerezte meg. 1931–1936 között a bécsi Élettani Intézetben dolgozott. 1934–1936 között fogorvosképző iskolát végzett a Bécsi Egyetemen és 1936-ban vizsgázott fogorvosként. 1936–1938 között a bécsi Általános Poliklinika fogászatán tevékenykedett. 1938–1940 között a szentesi kórházban működött. 1942–1945 között munkaszolgálatos volt a második világháborúban. 1945-től a debreceni Stomatológiai Klinikán volt tanársegéd (1945–1948), majd adjunktus, klinikai főorvos (1948–1953), illetve egyetemi docens. 1946-ban egyetemi magántanár és megbízott tanszékvezető, 1953-ban egyetemi tanár lett. 1953–1979 között könyvtárigazgató volt. 1976–1980 között a Fogorvosi Szemle főszerkesztője volt. 1979-ben nyugdíjba vonult, eddig vezette a debreceni klinikát.
Kutatási területe a fogszuvasodás epidemiológiája és a fluor ion szuvasodást védő hatásának vizsgálata. Több mint 300 közleményt adott ki.

## Magánélete
Felesége Holzinger Mária volt.

## Művei
- Über die Beziehungen zwischen Zahnkaries und Fluoriden (Leipzig, 1950)
- Konzerváló fogászat (Záray Ervinnel, Budapest, 1953, 1961, 1968, 1972)
- Cariologia és endodontia (Konzerváló fogászat, Záray Ervinnel és Bánóczy Jolánnal, Budapest, 1978)
- Stomatologia (Budapest, 1970, 1974)